# Tažný drak

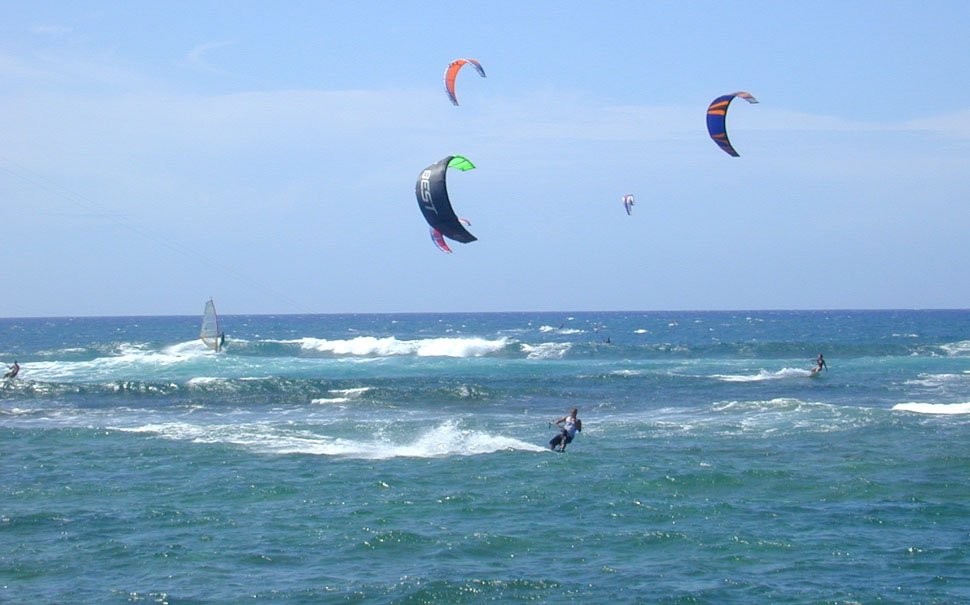
Kitesurfing v silném větru na Hawaii

Tažný drak (zkráceně nazývaný kite) je sportovní nástroj využívaný při různých obdobách powerkitingu. Drak dokáže díky své konstrukci a velikosti (obvykle 3-16 m²) vyvinout velký tah, což umožňuje jezdci získat rychlost, případně se nechat vynést do vzduchu. Síla draka s sebou ale také nese určité riziko úrazu (především pro začínající kitery), což řadí powerkiting k extrémním sportům.

## Ovládání draka
Valná většina tažných draků využívá systému 4 šňůr, většinou o délce 20-25 m. Dvě hlavní, nosné šňůry jsou ukotveny k náběžné hraně draka a 2 ovládací šňůry jsou ukotveny k odtokové hraně. Někteří draci nafukovací konstrukce mají ještě pátou šňůru ukotvenou ve středu náběžné hrany, která usnadňuje otáčení a odstartování draka z vody.
Jezdec buď drží draka pouze rukama pomocí madel (pouze u menších velikostí draků), anebo má na sobě trapéz ke kterému jsou nosné šňůry pevně připoutány. Ovládací šňůry jsou potom ukotveny k pohyblivé ovládací hrazdě (baru); toto uchycení šňůr se nazývá de-power systém. Pomocí de-power systému je možné měnit délku ovládacích šňůr a tím řídit směr letu a sílu tahu draka. Existují i draci bez de-power systému, kteří mají pouze nosné šňůry větvící se k náběžné i odtokové hraně, jejich ovladatelnost je ale velmi omezená a používají se pouze k tréninku.
Nedílnou součástí konstrukce draka je také bezpečnostní systém, který umožňuje „odstřelení“ draka tak, že úplně ztratí tah a přitom zůstává k jezdci připoután alespoň jednou šňůrou. 

## Typy draků

Komorový drak - nahoře, Bow drak - vlevo, LEI drak („Céčko“) - vpravo

### Komoroví draci
Konstrukcí jsou velmi podobní křídlu pro paragliding. Drak se skládá ze dvou vrstev látky, mezi kterými je řada vzduchových kapes (komor) oddělených látkovými žebry. Žebra určují tvar draka, tvar žeber je velmi podobný profilu křídla letadel. Náběžná hrana draka je otevřená, což umožňuje naplnění komor vzduchem a udržování stálého tlaku uvnitř komor. Nosné i ovládací šňůry jsou rozvětveny a uchyceny k tělu draka v mnoha bodech, což pomáhá udržovat stálý tvar.
Draci komorové konstrukce se používají většinou pro pozemní varianty powerkitingu a také se hodí pro trénink začátečníků, protože po pádu na zem splasknou a ztratí tah. Vyrábějí se i komoroví draci s uzavřenou náběžnou hranou, uzpůsobení k použití na vodě; k jejich masovému rozšíření mezi kitesurfery ale zatím nedošlo.
Běžně vyráběné velikosti komorových draků jsou 3-15 m² (výjimečně až 22 m²). Používaná velikost záleží na účelu použití, váze jezdce a aktuálních podmínkách. Malé velikosti (3-5 m²) se používají pro trénink, jízdu na bugině nebo bruslích po hladkém povrchu, případně pro snowkiting a landkiting při extrémním větru. Při standardních větrných podmínkách se pro snowkiting a landkiting používají velikosti kitů 6-15 m², v závislosti na váze a zkušenostech jezdce.

### Nafukovací draci
Na rozdíl od komorových draků mají nafukovací draci pevnou konstrukci. Konstrukce se skládá z několika vzduchových kapes, které po nafouknutí na dostatečný tlak drží tvar. Jedna hlavní kapsa vyztužuje náběžnou hranu draka, další menší kapsy fungují jako žebra a udržují samotné tělo draka napnuté.
Nafukovací draci se používají při kitesurfingu, protože je možné znova nastartovat pokud spadnou do vody. Někdy se používají i při pozemních variantách powerkitingu (snowkiting, landkiting), ale nevýhodou oproti komorovým drakům je nutnost nafouknout draka pumpou a také nebezpečí poškození/propíchnutí kapes.
Existují dva základní typy nafukovacích draků *LEI (Leading Edge Inflatable):
- C-kite zvaný také „Céčko“:
Nosné a ovládací šňůry jsou ukotveny v rozích draka  a nevětví se, což způsobuje výrazné ohnutí draka a snížení efektivní plochy. „Céčka“ mají někdy navíc pátou šňůru, ukotvenou uprostřed náběžné hrany, která umožňuje odstartování draka z vody a také slouží jako bezpečnostní prvek - po nouzovém odstřelení zůstane drak připevněn k jezdci pouze za pátou šňůru. Používány na Freestyle a Unhook wakestyle
- SLE-kite(Supported Leading Edge):
 Šňůry jsou vyvázány i za náběžnou hranu
  - Bow kite:
Má díky komplikovanější konstrukci větší větrný rozsah a vyšší efektivní plochu; chováním ve vzduchu se přibližuje komorovým drakům. Nosné i ovládací šňůry se větví a drak je tak ukotven v několika bodech, což pomáhá držet tvar; Bow draci nemají pátou šňůru, protože není nutná při startování draka z vody. Nevýhodou Bow draků je, že jsou ve vzduchu pomalejší než „céčka“ navíc při jízdě vyvíjejí větší tah na bar. Používány na Speed Race a Freeride
  - Hybrid kite:
 Moderní typ draka, který využívá výhody C-kites (tvar) i Bow-kites (hlavně vyvázání draka). Rozhodujícím rozdílem mezi Hybrid a Bow je tvar odtokové hrany (Hybrid kite je konvexní, Bow konkávní) Používány Freeride a Freestyle
  - Delta kite:
Delta kite, které mají odtokovou hranu rovnou a přední do oblouku. Používány na Speed Race, Freeride a Freestyle

Běžné velikosti nafukovacích draků jsou 6-16 m² (výjimečně i větší), velikost opět závisí na větru a váze jezdce. Běžná kombinace je 7m, 10m, 13m nebo 8m a 12m. Výběr velikosti nafukovacího kitu] je závislý síle větru a váze jezdce.